# Grabina (województwo zachodniopomorskie)
Grabina (do 1945 Buchholz) – osada leśna w Polsce położona w województwie zachodniopomorskim, w powiecie goleniowskim, w gminie Goleniów, w sołectwie Białuń, na Równinie Goleniowskiej, na skraju Puszczy Goleniowskiej, przy drodze łączącej Żółwią Błoć z Niewiadowem.
Pierwsza wzmianka o osadzie pochodzi z XIX wieku. W 1890 roku znajdowały się tutaj dwie zagrody. Obecnie jest to osada jednozagrodowa, rolnicza. Okoliczne lasy to tereny atrakcyjne dla grzybiarzy, jagodziarzy, turystów pieszych i rowerowych.
Okoliczne miejscowości: Białuń, Żółwia Błoć, Niewiadowo
Zobacz też inne miejscowości o tej nazwie